# Razzo al-Quds
Il razzo al-Quds è un razzo, costruito e utilizzato dalla Jihad Islamica palestinese per colpire obiettivi in Israele. Il modello al-Quds 101 è il più simile alla serie di razzi al-Qassam, usati da Hamas.
L'11 febbraio 2006, il portavoce della Jihad Islamica, Abu Hamza, ha comunicato che il nuovo razzo modello al-Quds 2 ha una lunghezza di 2,3 metri e sarebbe in grado di colpire la città israeliana di Ashkelon dalla Striscia di Gaza.
La Jihad Islamica ha recentemente messo in circolazione dei video che mostrano lo sviluppo di razzi assai più grandi, gli al-Quds-4.